# Glacier de Boveire
Glacier de Boveire – lodowiec o długości 2 km (2005 r.) i powierzchni 2,08 km² (1973 r.).
Lodowiec położony jest w Alpach Pennińskich w kantonie Valais w Szwajcarii.